# Ружинский район
Ру́жинский райо́н (укр. Ружинський район) — упразднённая административная единица на юго-востоке Житомирской области Украины. Административный центр — посёлок городского типа Ружин.

## География
Площадь — 1002 км².
Основные реки — Роставица.

## История
- 4 тыс. лет до н. э. — земли поселения трипольцев, а позже Черняховская культура.
- В 8—10 веках н. э. — земли восточных полян
- В 11 веке н. э. — земли поселения чорных клобуков.
- В 13—14 веке н. э. — территория Литвы.
- В 1569 земли попадают под власть Польши.

Земли подарены Польским королём братьям Тивоновичам, перешли позже к князьям Стрижевским, которые, в свою очередь, продали земли князю Кирику Ружинскому, а он их подарил своему брату Николаю Ружинскому.
- В 1793 году — объединение с Россией.

В 18 столетии земли принадлежат князю Яну Любомирскому, затем Касперу Любомирскому, затем его дочери Марии Потоцкой (жене генерала Валериана Зубова). В 1806 году земли унаследовала её дочь Эмилия Потоцкая (по первому браку — графиня Калиновская, по второму браку — подполковника Челищева). С 1797 года пгт Ружин принадлежал помещице Потоцкой. После реформы 1861 года собственниками земли были А.О Золотницкий, который владел 2743 десятинами, церковь владела 148 десятин и 643 десятины принадлежали селянам.
В начале 1890 года собственником села Белиловка был Г. И. Березовский, села Верховня — В. А. Ржевуцкий, пгт Ружина — А. О. Золотницкий. После столыпинской аграрной реформы начиная с 1912 года из 245 хозяйств — 55 были безземельными, 81 — имели от 1 до 3 десятин, 93 — от 3 до 9 десятин, 16 — больше 10 десятин.
- В 1921 году в составе СССР, УССР

С приходом Советской власти земли были национализированы.
Район образован в 1923 г.
28 ноября 1957 года к Ружинскому району была присоединена часть территории упразднённого Вчерайшанского района.
- С 1991 года — в составе Украины.

Земли находятся в государственной собственности и собственности органов
местного самоуправления. Сдаются в аренду фермерским хозяйствам.
После развала СССР селяне получили в частную собственность после приватизации по 3 га земли.
17 июля 2020 года в результате административно-территориальной реформы район вошёл в состав Бердичевского района.

## Демография
Население района составляет 29,077 тыс. человек (данные 2011 г.), в том числе в городских условиях проживают около 4,7 тыс., сельское — 24,3 тыс. Всего насчитывается 50 населённых пунктов. Количество пенсионеров составляет 10484 человек, смертность в год составляет 402 человек.

## Административное устройство
В районе размещено 50 населенных пунктов, в том числе ПГТ Ружин и 49 больших и малых сел,
объединённых в 31 сельский совет.
- Органы центральной власти (пгт Ружин):
  - Районная государственная администрация (РДА)
  - Районная милиция
  - Районная прокуратура
  - Районный суд
  - Районное отделение сбербанка Украины
- Органы местного самоуправления:
  - Районная Рада
  - Поселковые Рады
  - Сельские Рады

## Населённые пункты
- село Быстрик
- село Огиевка
- село Немиринцы
- село Вчерайше
- село Крыловка
- село Ягнятин
- село Верховня
- село Плоская
- село Мусиевка

## Образование
Учебные заведения 3—4 уровней аккредитации и ПТУ на территории района отсутствуют.
Учебное заведение 1—2 уровня аккредитации — Верховнянский филиал Житомирского агротехнического колледжа, в котором в 2010 году получили образование 115 студентов.
Количество общеобразовательных школ — 29, из них:
- гимназий — 2
- школ 1-3 ступени −14
- школ 1-2 ступени — 11
- школ 1 ступени — 2

Количество учеников — 2966 чел, учителей — 485 чел.
Количество дошкольных учреждений — 18, количество детей в дошкольных учреждениях — 803.

## Здравоохранение
В районе функционирует 43 лечебно-профилактических учреждения (ЛПУ), из них 1 — центральная районная больница, 1 дельничная больница, 7 сельских лечебных амбулаторий, 11 фельдшерско-акушерских пункта, 23 фельдшерских пунктов.
В них 160 коек, которых в:
- центральной районной больнице — 150 коек;
- дельничной больнице (село Вчерайше) — 10 коек.

Количество коек дневного стационара — 90.
В 2010 году прошло лечение больных на дневном стационаре — 3500 чел.

## Экономика

### Промышленный комплекс
- ДП «Ружин-молоко» (В 2011 году произведено 230 тонн масла, 17 тонн сметаны, 147 тонн сгущённого молока, 1560 тонн сухого молока)
- ДП «Агрофирма Ян» (В 2011 году произведено 380 тонн лекарственных средств)
- ПП «Ян»

### Сельское хозяйство
19 с/х предприятий и 119 фермерских хозяйств. Общая площадь сельхозугодий 83 тыс.гектаров, из них у с/х предприятий и фермерских хозяйствах — 52 тыс. гектаров, в частных сельских хозяйствах — 6 тыс. гектаров.
В 2005 году произведено:
- зерновых — 140 тыс. т (лидеры АФ «Свитанок»,СФГ «Мичурина», ТОВ «Фастивське», где каждого гектара собрано, в среднем 50 центнеров зерна);
- гречки — 1600 т;
- сахарной свёклы — 181 тыс. тонн (выращивается на 357 гектарах и собирается, в среднем, 417 центнеров с гектара);
- подсолнечника — 5 тыс.т;
- сои — 11 тыс.т;
- сено — 2900 т;
- сенаж — 19500 т;
- силос — 44000 т;
- мяса всех видов (живого веса) — 2,5 тыс. т.

Поголовье коров составляет 3403 голов, свиней 13790 голов. Средний надой молока на корову составляет 4300 кг. Валовой надой молока составил 105 тыс. ц. Валовое производство мяса — 16 тыс. ц.
Ведущие с/х предприятия района: «Свитанок», «Мичурина», «Фастивське», «Рогачивське», «Архат», «Троянда», «Никована», «АльонаИГ», «Аграрник», «Украгроинвест-Холдинг», «НИБУЛОН», «Украина», «Илльич-агро-Умань», «Батькивщина».

### Торговля
На территории функционирует 148 объектов торговли, из них 110 — торгуют продовольствием и 38 — не продовольствием.
На ружинском кооперативном рынке торговлю осуществляют 250 предпринимателей.
На территории района услуги предоставляют 36 предприятий (ремонт авто, парикмахерские, ремонт обуви, ремонт одежды).
Объём розничного товарооборота предприятий торговли в 2010 году составил 28000 тыс. гривен.

### Заработная плата
По состоянию на 01.01.2011 год среднемесячная заработная плата одного платного работника составила 1804 гривен. В промышленности средняя заработная плата составила 1784 гривен, в сельском хозяйстве — 1313 гривен.

## Транспорт
ЖД станции имеют 6 населенных пунктов района:
- Зарудынци, Чорнорудка, Дерганивка, Билыливка, Жовтневе, Черемуха

В районе существует 24 маршрута, из них 10 — пригородные и 14 междугородние.
Перевозки осуществляют 10 предприятий.
Длина автомобильных дорог местного значения — 257 км, из них 254 с твердым покрытием
и дорог общегосударственного значения 40 км.
Количество мостов — 27 единиц.

## Культура
На территории района действует 21 дом культуры, 18 клубов, 39 библиотек, один кинотеатр, одна музыкальная школа и один дом детского творчества, в котором воспитывается 296 учеников.
Книжный фонд библиотек составляет 351 тыс. экземпляров.

## Достопримечательности
На территории района находится 111 памятников истории и культуры, 38 памятников археологии, из них 2 — национального значения.
Памятник архитектуры национального значения — усадебный комплекс Ганских, в котором бывал Оноре де Бальзак и памятник археологии — село Неятин (первое название — село Ягнятин).

## Известные люди

### В районе родились
- Барановский, Христофор Антонович (1874—1941) — финансист, член Генерального секретариата Центральной рады, министр финансов УНР
- Левчук, Тимофей Васильевич (1912—1998) — кинорежиссёр, народный артист СССР (1972)
- Федорчук, Виталий Васильевич (1918—2008) — генерал армии, Председатель УКГБ (1972—1982), Председатель КГБ СССР (1982), Министр внутренних дел СССР (1982—1986).